# Consell Reial
El Consell Reial, Consell del rei o Cúria règia era, des de la baixa edat mitjana, l'organisme consultiu d'un sobirà de la corona d'Aragó.

## Origen
En el cas de la Corona d'Aragó derivà de la cúria règia o cort, de la qual va independitzar-se a la fi del segle xiii.

## Composició
Fou regulat per Alfons III d'Aragó "el Franc", el 1286,i, sobretot, per Pere IV d'Aragó "el Cerimoniós" en les Ordinacions del 1344. N'eren membres permanents el canceller, el vicecanceller, els majordoms del Regne d'Aragó, del Principat de Catalunya, de València i de Mallorca, els camarlencs reials, el mestre racional, el tresorer, els auditors, secretaris i els promovedors, a més dels membres de la família reial, nobles, eclesiàstics, juristes, etc., que el rei hi volgués cridar.

## Funcions
Era presidit pel monarca i tenia unes funcions àmplies amb relació a aspectes polítics, administratius, diplomàtics, militars, judicials o econòmics. Preparava les cartes polítiques i els manaments reials que eren redactats i expedits per la Cancelleria Reial.
Normalment seguia el rei en els seus desplaçaments, però quan aquests eren fora dels regnes patrimonials, una part del consell, reforçada amb altes personalitats eclesiàstiques, nobles i de les ciutats, romania al costat del procurador general a Barcelona i a València per tal d'entendre en els afers més urgents.

## Evolució
Reformat per Ferran el Catòlic el 1493, prengué més endavant el nom de Consell d'Aragó. Fou abolit el 1707 per Felip V de Castella i les seves funcions foren assumides pel Consell de Castella.